# 錢國楨 (籃球運動員)
錢國楨（？—），又名錢國禎，男，吉隆坡人，馬來西亞籃球運動員。他曾代表中華民國參加1956年夏季奧林匹克運動會，最終獲得第11名的成績。退役後曾執教馬來西亞國家隊。

## 外部連結
- 錢國楨在fiba.basketball（英语）
- 錢國楨在archive.fiba.com（archived）（英语）
- 錢國楨在Basketball-Reference.com（國際）（英语）
- 錢國楨在Olympedia（英语）